# Aeroportul La Ronge (Barber Field)
Aeroportul La Ronge (Barber Field) (IATA: YVC, ICAO: CYVC) este un aeroport din Saskatchewan, Canada.
Situat la o altitudine de 379 m, aeroportul dispune de o singură pistă.